# Моршневе (Дмитрієвський район)
Моршневе (рос. Моршнево) — присілок в Дмитрієвському районі Курської області Російської Федерації.
Населення становить 136 осіб. Входить до складу муніципального утворення Дерюгинська сільрада.

## Історія
Населений пункт розташований на території українського етнічного та культурного краю Східна Слобожанщина.
Від 2004 року входить до складу муніципального утворення Дерюгинська сільрада.

## Населення
| 2002 | 2010 |
| ---- | ---- |
| 286  | ↘136 |